# Lawinennunatak
Der Lawinennunatak ist ein 2100 m hoher Nunatak im ostantarktischen Viktorialand. Er ist einer der Gipfel der Lawrence Peaks in den Victory Mountains.
Wissenschaftler der deutschen Expedition GANOVEX III (1982–1983) benannten ihn nach einer hier ausgelösten Lawine.